# Psilogobius prolatus
Psilogobius prolatus é uma espécie de peixe da família Gobiidae e da ordem Perciformes.

## Morfologia
- Os machos podem atingir 5,5 cm de comprimento total.[4][5]

## Habitat
É um peixe marítimo, de clima tropical e associado aos recifes de coral que vive até 15 m de profundidade.

## Distribuição geográfica
É encontrado na Austrália e Indonésia.

## Observações
É inofensivo para os humanos.